# (6835) Molfino
(6835) Molfino – planetoida z pasa głównego asteroid okrążająca Słońce w ciągu 4 lat i 81 dni w średniej odległości 2,61 j.a. Została odkryta 30 kwietnia 1994 roku przez Antonio Vagnozziego. Przed nadaniem nazwy planetoida nosiła oznaczenie tymczasowe (6835) 1994 HT1.